# Balclutha delongi
Balclutha delongi är en insektsart som beskrevs av Blocker 1968. Balclutha delongi ingår i släktet Balclutha och familjen dvärgstritar. Inga underarter finns listade i Catalogue of Life.